# Axymyiidae
Axymyiidae Shannon, 1921, è una piccola famiglia di sottordine di insetti dell'ordine dei Diptera, sottordine Nematocera. Rappresentata solo da sei specie, è l'unica famiglia compresa nell'infraordine Axymyiomorpha McAlpine et al., 1981, e nella superfamiglia Axymyioidea Rohdendorf, 1980.

## Descrizione
Gli Axymyiidae sono Nematoceri di medio-piccole dimensioni, con corpo lungo 5-12 mm, di aspetto compatto rispetto alla generalità dei Nematoceri. Livrea poco appariscente, di colore nerastro o bruno-rossastro. Nella forma ricordano i ditteri della famiglia dei Bibionidae, dai quali differiscono per avere la radio divisa in quattro ramificazioni, invece di tre, e per la presenza di due macchie lucide sul torace.
Il capo mostra una singolare morfologia degli occhi, differenziata nei due sessi come nei Bibionidae. Le femmine hanno occhi relativamente piccoli e distanziati. I maschi, invece, hanno il capo oloptico, con occhi estesi e connati fino ad occupare l'intera regione frontale. Ogni occhio è suddiviso in due aree, una, maggiormente sviluppata nei maschi, si estende dorsalmente e frontalmente; l'altra, più piccola nei maschi, si dispone lateralmente e ventralmente; le due parti sono invece subeguali nelle femmine. Gli ocelli sono ben sviluppati, in numero di tre, disposti su una protuberanza convessa che emerge sul vertice del capo. Le antenne sono moniliformi, brevi rispetto al capo e composte da 16 articoli. Le appendici boccali sono ridotte.
Il torace presenta un mesonoto marcatamente convesso, con due macchie simmetriche, lucide e di forma ovale, nella parte mediana del mesoscuto; il tegumento presenta setole brevi e appiattite. Le zampe sono brevi.
Le ali sono nerastre e trasparenti, sono lunghe quanto il corpo e in riposo si ripiegano orizzontalmente sovrapponendosi sull'addome. La costa si estende lungo tutto il margine anteriore fino al termine dell'ultima ramificazione della radio. Questa si divide in due rami (R1 e Rs), di cui il primo confluisce nella costa; il settore radiale si suddivide a sua volta in due rami (R2+3 e R4+5) di cui quello anteriore si biforca in R2 e R3. Il ramo R2 è molto breve e devia da R2+3 assumendo un percorso trasversale confluendo sulla costa subito dopo R1. I bilancieri hanno il peduncolo piuttosto lungo.

## Biologia
La biologia di questa famiglia è quasi sconosciuta e gli adulti sono piuttosto rari da osservare. Le larve vivono in ambienti acquitrinosi, all'interno di cavità scavate nella corteccia al piede di alberi a contatto con muschi e lettiere umide, nutrendosi probabilmente di microrganismi.

## Sistematica
Inizialmente inseriti fra i Bibionomorpha, gli Axymyiidae sono stati separati di recente in un proprio infraordine, Axymyiomorpha. Alcune fonti inseriscono fra gli Axymyiomorpha anche i Pachyneuridae, un'altra piccola famiglia di Bibionomorpha, ma diverse altre fonti classificano gli Axymyiidae come unica famiglia dell'infraordine, in accordo con Wood & Borkent (1989). La famiglia comprende, oltre a diverse specie fossili, sei sole specie esistenti, distribuite fra tre generi:
- Genere Axymyia:
  - Axymyia furcata
  - Axymyia japonica
- Genere Metaxymyia:
  - Metaxymyia kerteszi
  - Metaxymyia stackelbergi
- Genere Protaxymyia:
  - Protaxymyia melanoptera
  - Protaxymyia sinica

## Distribuzione
La famiglia ha una distribuzione esclusivamente oloartica: le due specie di Axymyia sono rappresentate, rispettivamente, lungo la costa del Pacifico del Nordamerica (dall'Oregon alla Columbia Britannica e in Giappone; le due specie di Metamyxia hanno diffusione paleartica, rappresentate rispettivamente in Europa e Siberia; Protaxymyia ha infine una distribuzione paleartica orientale, con una specie presente in Siberia e l'altra in Cina.
In Europa è presente solo Metaxymyia kerteszi, segnalata in Slovacchia e Ucraina.